# سکه میکاییل فرشته اوکراین
سکه‌های میکائیل فرشته اوکراین (Silver Archangel Michael)، سکه‌هایی از جنس طلا و نیز نقره هستند که توسط بانک مرکزی اوکراین ضرب می‌شود. ضرب این سکه‌ها از سال ۲۰۱۱ میلادی آغاز شد.
در بالای سکه، نشان رسمی دولت اوکراین به شکلی کوچک نقش بسته شده و عبارت «بانک مرکزی اوکراین» (به اوکراینی: НАЦІОНАЛЬНИЙ БАНК УКРАЇНИ) هم در بالای آن دیده می‌شود. در وسط سکه، نشان رسمی بانک مرکزی اوکراین در وسط یک هشت ضلعی دیده می‌شود. همچنین ارزش سکه، سال ضرب، نوع فلز، عیار و وزن آن هم درج شده‌است. در پایین سکه نیز ارزش سکه به زبان اوکراینی نوشته شده‌است. در پائین سکه یک اونسی نقره عبارت «یک گریوانا» (به اوکراینی: ОДНА ГРИВНЯ) که واحد پول این کشور است دیده می‌شود.
در پشت این سکه هم تصویری از میکائیل فرشته دیده می‌شود. در این تصویر، میکائیل به شکل یک جنگجو که زره پوشیده و شمشیری در دست راست دارد دیده می‌شود. در اطراف این تصویر عبارت «... برای ما و ارواح مردان درستکار و قدرت میکائیل فرشته» (به اوکراینی: …ЗА НАС І ДУШІ ПРАВЕДНИХ, І СИЛА АРХІСТРАТИГА МИХАЇЛА) درج شده‌است. این عبارت در یکی از اشعار تاراس شوچنکو آمده‌است.